# Чентурипе
Чентурѝпе (на италиански: Centuripe, на сицилиански Centuorbi, Чентуорби) е град и община в южна Италия, провинция Ена, в автономен регион и остров Сицилия. Разположен е на 730 надморска височина. Населението на града е 5645 души (към 30 декември 2010 г.).